# Diamaye Inor
Pour les articles homonymes, voir Diamaye.
Diamaye Inor est un village du Sénégal situé en Basse-Casamance. Il fait partie de la communauté rurale d'Oulampane, dans l'arrondissement de Sindian, le département de Bignona et la région de Ziguinchor.
Lors du dernier recensement (2002), la localité comptait 390 habitants et 54 ménages.